# 12 años
12 años es un álbum de estudio de la orquesta de salsa colombiana Niche, publicado el 30 de marzo de 1993 por Sony Music. El álbum contiene éxitos de toda la carrera de la agrupación como "Una aventura", "Ana Milé", "Nuestro sueño" , "La negra no quiere" y "Cómo podré disimular". No se le considera un álbum recopilatorio ya que son nuevas versiones creadas por Jairo Varela, con las voces de Charlie Cardona, Javier Vásquez, Carlos Guerrero y la colaboración especial de Charlie Zaa.

## Lista de canciones

### Volumen 1
Todas las canciones escritas y compuestas por Jairo Varela. 
| Lado 1 |                                                  |                 |          |  |
| N.º    | Título                                           | Intérprete(s)   | Duración |  |
| 1.     | «Las flores también se mueren» (tercera versión) | Carlos Guerrero | 5:16     |  |
| 2.     | «Nuestro sueño» (segunda versión)                | Charlie Cardona | 5:58     |  |
| 3.     | «Una aventura» (segunda versión)                 | Charlie Cardona | 5:14     |  |
| 4.     | «Rosa» (tercera versión)                         | Javier Vásquez  | 4:13     |  |

| Lado 2 |                                           |                 |          |  |
| N.º    | Título                                    | Intérprete(s)   | Duración |  |
| 1.     | «La negra no quiere» (tercera versión)    | Javier Vásquez  | 5:45     |  |
| 2.     | «Mi hijo y yo» (segunda versión)          | Javier Vásquez  | 5:52     |  |
| 3.     | «Te enseñaré a olvidar» (segunda versión) | Charlie Cardona | 5:08     |  |
| 4.     | «Ana Milé» (tercera versión)              | Javier Vásquez  | 4:55     |  |

### Volumen 2
Todas las canciones escritas y compuestas por Jairo Varela. 
| Lado 1 |                                          |                                 |          |  |
| N.º    | Título                                   | Intérprete(s)                   | Duración |  |
| 1.     | «México, México»                         | Javier Vásquez, Carlos Guerrero | 5:26     |  |
| 2.     | «Miserable» (segunda versión)            | Carlos Guerrero                 | 5:24     |  |
| 3.     | «Cómo podré disimular» (segunda versión) | Charlie Cardona                 | 4:47     |  |
| 4.     | «Entrega» (segunda versión)              | Javier Vásquez                  | 4:47     |  |

| Lado 2 |                                      |                 |          |  |
| N.º    | Título                               | Intérprete(s)   | Duración |  |
| 1.     | «Tiempos de ayer» (segunda versión)  | Carlos Guerrero | 5:25     |  |
| 2.     | «Ese día» (tercera versión)          | Javier Vásquez  | 5:24     |  |
| 3.     | «Perder para amar» (tercera versión) | Charlie Zaa     | 5:42     |  |
| 4.     | «Listo Medellín» (segunda versión)   | Carlos Guerrero | 4:18     |  |

## Créditos

### Músicos
- Bajo: Daniel Silva
- Cantantes: Charlie Cardona, Javier Vásquez, Carlos Guerrero, Charlie Zaa
- Coros: Jairo Varela, Daniel Silva, Richie Valdés, Javier Vásquez, Diana Serna, Carlos Guerrero, Charlie Zaa
- Percusión, congas, bongó y timbal: Douglas Guevara
- Piano: Julio Abadía, Carlos Vivas
- Teclados: Juan Vicente Zambrano
- Trombón 1, 2 y 3: Alberto Barros y Néstor Agudelo
- Trompeta 1: Dany Jimenez
- Trompeta 2: Oswaldo Ospino

### Producción
- Arreglos: Alberto Barros, José Aguirre, Juan Vicente Zambrano, Jairo Varela
- Dirección musical en estudio: Alberto Barros, Jairo Varela
- Ingenieros: Guido Machado, Roly Garbaloza, Guillermo Varela
- Mezcla: Jairo Varela